# Ochogona latzeli
Ochogona latzeli är en mångfotingart som först beskrevs av Carl Graf Attems 1927.  Ochogona latzeli ingår i släktet Ochogona och familjen knöldubbelfotingar. Inga underarter finns listade i Catalogue of Life.